# Зв'язаний чай

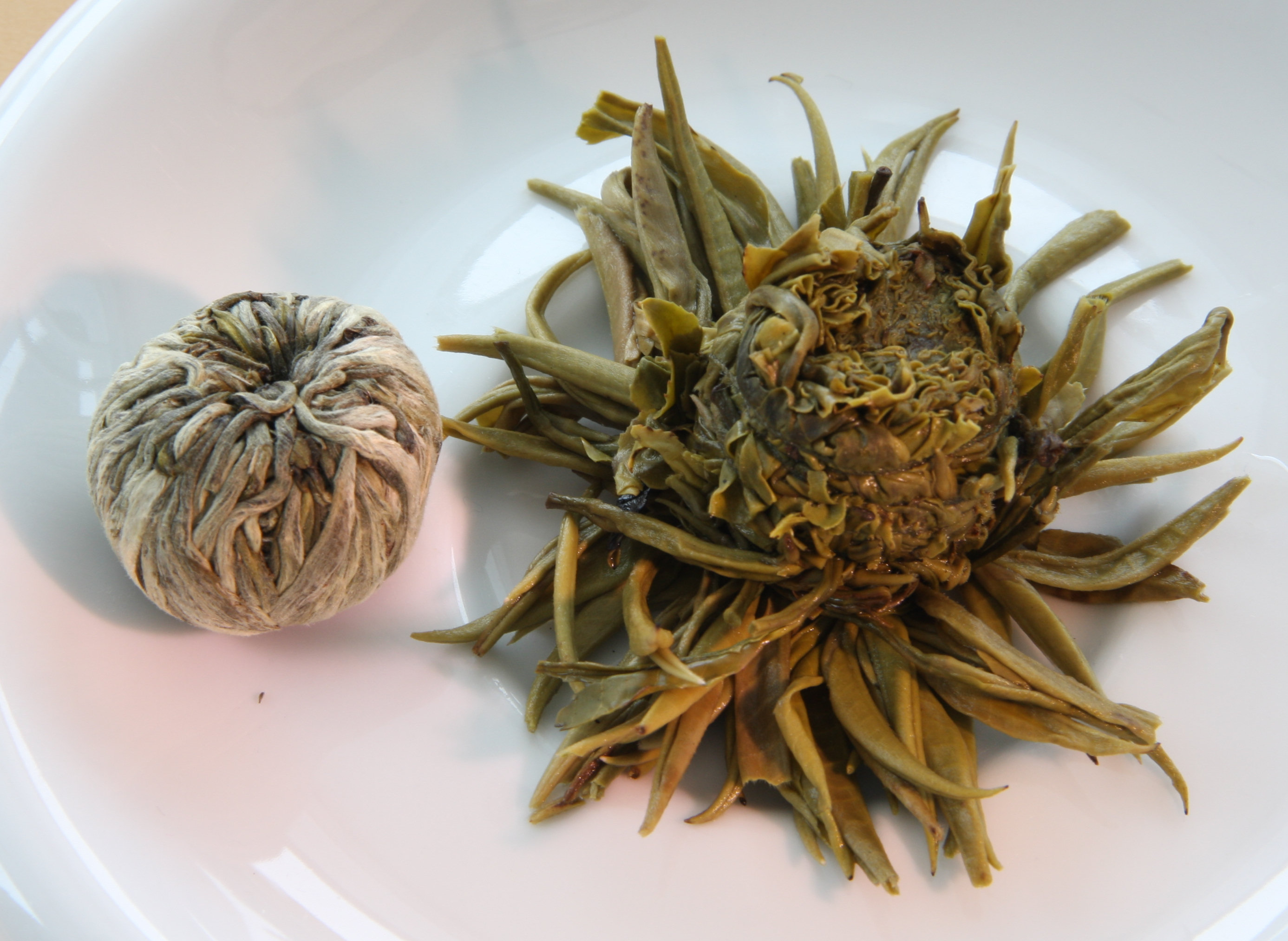
Бутон квітучого чаю до і після заварювання

Зв'язаний, або квітучий чай (кит. 香片工艺茶, або 开花茶) складається із зв'язки сушеного листя чаю, накручених навколо однієї або декількох сухих квіток. Переважна більшість таких чаїв — зелені, рідше червоні (чорні).
Використання зеленого неферментованого чаю обумовлене тим, що такому чайному листю набагато легше надати необхідну форму, аніж ламкому і сухому ферментованому. Готовий напій зі зв'язаного чаю — це не лише оригінальне поєднання чайного настою, а й естетичне видовище, котре ми спостерігаємо під час заварювання.

## Історія
Не існує єдиної думки в питанні часу походження зв'язаного чаю. Одні історики стверджують, що такій формі уже декілька сотень років, посилаючись на згадки деякого «цвітучого чаю» в стародавніх літературних джерелах, інші називають 1980-ті роки.

## Виробництво
Виготовляється зв'язаний чай виключно вручну, і в цьому найбільшого успіху досягли китайські майстри. Виготовляють його із верхніх листочків чи бруньок чайного куща. Їх зривають, сушать в спеціальних печах з температурою 230 °C, просіюють, зв'язують маленькими «снопами» і додають квіти. Квітка, або поєднання квітів і оцвітин різних рослин — обов'язковий елемент в такому чаї. Зазвичай, це хризантема, жасмин, османтус, лілія чи гібіскус, але можуть додаватися і квіти амаранту, лаванди, конюшини, камелії, календули. Одна або декілька квіток зв'язується із чайним листям за допомогою шовкової або бавовняної нитки і закриваються ними наче головка капусти. Потім виріб висушують.
Зв'язані чаї відрізняються не лише сировиною, але і формами. Найчастіше це куля (символ любові в Китаї), або еліпс. Також можна зустріти бутон квітки, пагоду, кільце, серце, зірочку, веретено чи китайський ліхтарик. Більш екзотична форма — заєць чи рибка.

## Приготування
Зв'язаний чай, як правило, заварюють в скляній ємності, або з іншого прозорого матеріалу, крізь котрий можна спостерігати заварювання, яке супроводжується розпусканням бутону в квітку. Звідси і інша назва цього продукту: квітучий чай. Для заварювання використовують таку ж воду, як і для приготування зелених чаїв (80-90°С). Чайний настій п'ють після повного розпускання бутону (зазвичай 3-4 хвилини), після чого його можна заварювати ще 2-4 рази, збільшуючи час кожного заварювання на 3 хвилини.